# Derži rjadom
Derži rjadom (in russo Держи рядом?) è un singolo della cantante russa Julia Volkova, pubblicato il 15 ottobre 2015.

## Descrizione
La canzone rappresenta il ritorno da solista della cantante dopo una pausa creativa durata tre anni. Il giorno prima della pubblicazione, l'artista ha presentato il brano in una trasmissione live su Russkoe Radio.
Come affermato dalla cantante, la canzone tratta di amore, sentimenti ed emozioni reali.
Il produttore, HarDrum, ha collaborato con progetti famosi quali Serebro, Sergej Lazarev e con le stesse t.A.T.u..

## Video musicale
Le riprese del videoclip del brano, girato a San Pietroburgo dal regista Alan Badojev, sono partite il 19 settembre 2015, mentre il video è stato pubblicato il 30 ottobre 2015 sul canale YouTube russo ELLO.
Nelle scene, la cantante trentenne e un giovane adolescente (interpretato dal vlogger sedicenne Gregorij Mamurin, nipote del miliardario Igor Nekljudov) si abbracciano sul Golfo di Finlandia e tra le staccionate di uno dei tanti ponti di San Pietroburgo. Secondo la trama, il giovane salva Julia da un tentativo di suicidio. I due amanti quindi trascorrono del tempo insieme, fino a quando, sul terminare del video, si ritornerà alla scena iniziale in cui la cantante cerca di togliersi la vita, stavolta senza il soccorso del ragazzo.

## Tracce
Testi e musiche di E. V. Čičanovskij, O. S. Ponomarev, L. V. Archipenko e HarDrum.
1. Derži rjadom – 3:39

## Classifiche
| Classifica (2015) | Posizione massima |
| ----------------- | ----------------- |
| Ucraina           | 184               |